# Alfuzosin
Alfuzosin, được bán dưới tên thương hiệu Uroxatral trong số những loại khác, là một loại thuốc thuộc nhóm chẹn α1. Nó được sử dụng để điều trị tăng sản tuyến tiền liệt lành tính (BPH).
Là một chất đối vận của thụ thể adrenergic α1, nó hoạt động bằng cách thư giãn các cơ ở tuyến tiền liệt và cổ bàng quang, giúp đi tiểu dễ dàng hơn.
Alfuzosin được cấp bằng sáng chế vào năm 1978 và được chấp thuận cho sử dụng y tế vào năm 1988. Nó đã được phê duyệt ở Mỹ cho BPH vào năm 2003.

## Tác dụng phụ
Các tác dụng phụ phổ biến nhất là chóng mặt (do hạ huyết áp tư thế), nhiễm trùng đường hô hấp trên, đau đầu, mệt mỏi và rối loạn bụng. Tác dụng phụ bao gồm đau dạ dày, ợ nóng và nghẹt mũi. Các tác dụng phụ của alfuzosin là tương tự như của tamsulosin với ngoại lệ của hoàn tinh bổ não.

## Chống chỉ định
Nên thận trọng khi sử dụng Alfuzosin ở những bệnh nhân mắc bệnh thận mãn tính nặng, và không nên kê đơn cho những bệnh nhân có tiền sử kéo dài QT hoặc những người đang dùng thuốc được biết là kéo dài khoảng QT.

## Hóa học
Alfuzosin chứa một stereocenter và do đó là chirus. Có hai dạng enantiomeric, (R) -alfuzosin và (S) -alfuzosin. Thuốc được sử dụng như một racemate, (RS) -alfuzosin, hỗn hợp 1: 1 của (R) - và (S) -forms.
| Các chất đối vận của alfuzosin                                            | Các chất đối vận của alfuzosin                                            |
| ------------------------------------------------------------------------- | ------------------------------------------------------------------------- |
| liên_kết=\| Strukturformel des (R) -Enantiomers </br> Số CAS: 123739-69-5 | liên_kết=\| Strukturformel des (S) -Enantiomers </br> Số CAS: 123739-70-8 |

Nó được cung cấp dưới dạng muối hydroclorua.

## Tên thương hiệu
Nó được bán trên thị trường dưới tên thương hiệu Uroxatral và các nơi khác dưới tên thương mại Xat, Xatral, Prostetrol và Alfural.